# Astragalus dodtii
Astragalus dodtii är en ärtväxtart som beskrevs av Rodolfo Amando Philippi. Astragalus dodtii ingår i släktet vedlar, och familjen ärtväxter. Inga underarter finns listade i Catalogue of Life.